# نادر آفونسو
 نادر آفونسو (انگلیسی: Nadir Afonso؛ ۴ دسامبر ۱۹۲۰ – ۱۱ دسامبر ۲۰۱۳) یک نقاش، و معمار اهل پرتغال بود.